# Пиламиф
Пиламиф (ранее также Пилямиф) — крупнейший остров в открытой части Амурского лимана, а также самый крупный в составе архипелага Частых островов. Относится к Николаевскому району Хабаровского края.
От материка его отделяет пролив длиной 9,5 км, до Сахалина 19,5 км. Северный берег высок, крут и холмист, порос хвойным лесом; южные берега пологи. Имеет форму овала длиной свыше 4 км и максимальной шириной до 1,6 км.
Из-за относительно большой площади флора и фауна острова довольно разнообразны по сравнению с другими островами архипелага. Летом остров покрывает густая трава, зреет морошка, в большом количестве встречаются грибы.
В состав России остров передан по Пекинскому договору 1860 года. В 1981 году демонтирован Пиламифский маяк, установленный в октябре 1943 года для обеспечения морских перевозок военных грузов по ленд-лизу из США и Канады в порты Дальнего Востока СССР.
Постоянное население отсутствует, в прошлом на острове проживали служители маяка.